# 真船禎
真船 禎（まふね ただし、1933年2月27日 - ）は、日本の映画監督、演出家。「真船企画」代表、日本映画監督協会会員。東京都出身。妻はラジオ東京放送劇団に所属していた堀内敬子。

## 人物・来歴
劇作家真船豊の息子として、東京都に生まれる。小児結核を患ったことで、小学校2年生から神奈川県茅ヶ崎市の児童養護施設「白十字会林間学校」に入寮し、施設内の小学校に通った。終戦・小学校卒業後は自由学園に入学。高校1年生まで同様の寮生活をして通学し、残りの高校生活を関東学院で過ごした。この間の生活環境はキリスト教関係者に囲まれていたが、当時は信者になっていなかった。
早稲田大学文学部演劇科を卒業後TBSに入社、「おかあさん」で演出デビュー。TBSを1965年に退社。1970年、個人事務所「真船企画」を設立。複数のテレビ映画を監督。
脚本家の市川森一や佐々木守とともによく組んで作品を発表。第二期ウルトラシリーズでも監督を務めた。
高校卒業以降キリスト教とは距離を置いていたが、72歳の時洗礼を受け正式に信者となった。

## フィルモグラフィ

### テレビ映画
- 『泣いてたまるか』（1966年）
- 『バンパイヤ』（1968年）※まふねてい名義
- 『フジ三太郎』（1968年）
- 『さすらい』（1969年）
- 『Oh!それ見よ」（1969年）
- 『おゆきさん』（1971年）
- ウルトラシリーズ
  - 『帰ってきたウルトラマン』（1971年）
  - 『ウルトラマンA』（1972年）※脚本も担当
  - 『ウルトラマンタロウ』（1973年）
  - 『ウルトラマンレオ』（1975年）※パイロット（第1話・第2話）担当
- 『テレビスター劇場 もめん・きぬごし』（1973年）
- 『誰のために愛するか』（1974年）
- 『日本沈没』（1974年）
- 『木枯らし紋次郎』（第2部）（1974年）
- 『新宿警察』（1975年）
- 『三日月情話』（1976年）
- 『ザ・ハングマン』（1980年）
- 『黒い雨』（1983年、24時間テレビ 「愛は地球を救う」内）※ギャラクシー賞受賞
- 郷土の偉人シリーズ
  - 『肥後のカミナリ 北里柴三郎』（1994年11月3日）[7]
  - 『若き日に汝の希望を星につなげ 松前重義・名利なき証言』（1997年11月3日）※真船匡氏名義、脚本も[8]
  - 『知られざる清浦奎吾の生涯 熊本初の総理大臣』（2000年11月3日）※真船匡氏名義[9]
- 『流れ板七人』（1997年）※真船匡氏名義
- 『笑ゥせぇるすまん』（1999年）